# ユヌス・エムレ
ユヌス・エムレ（Yunus Emre、1238年頃 - 1321年頃）は、アナトリア地方出身のトルコの詩人。

## 生涯
ユヌス・エムレの生涯はほとんど謎に包まれているが、1238年頃に誕生したと考えられている。正確な出生地は不明だが、西部アナトリア半島で南北に流れるサカリヤ川流域、特にエスキシェヒルが有力であるとみられている。エムレの詩は彼の生涯を解明する手掛かりとして用いられておりそこから推測するとトルコ内陸のコンヤで教育を受けたとみられている。アラビア語やペルシア語を解せ、イスラーム科学についての造詣も深かった。生涯の多くをトルコ南部のカラマンで過ごした。
タプトゥク・エムレを師と仰ぎ、スーフィズム教団であるベクタシュ教団の一員。主にアナトリア・トルコ語を用いて詩作。ユヌス・エムレはペルシアの詩人ジャラール・ウッディーン・ルーミーの影響を強く受け、神や人間への愛を詠った神秘主義詩をあまた世に問うた。1321年頃にエスキシェヒルで没。
多くの地域でユヌス・エムレの墓とされるものが存在する。
アナトリア・トルコ語詩の先駆者と評され、のちのオスマン帝国やトルコ共和国に連なる古今のトルコ文学全体に与えた影響は計り知れない。

## 文化

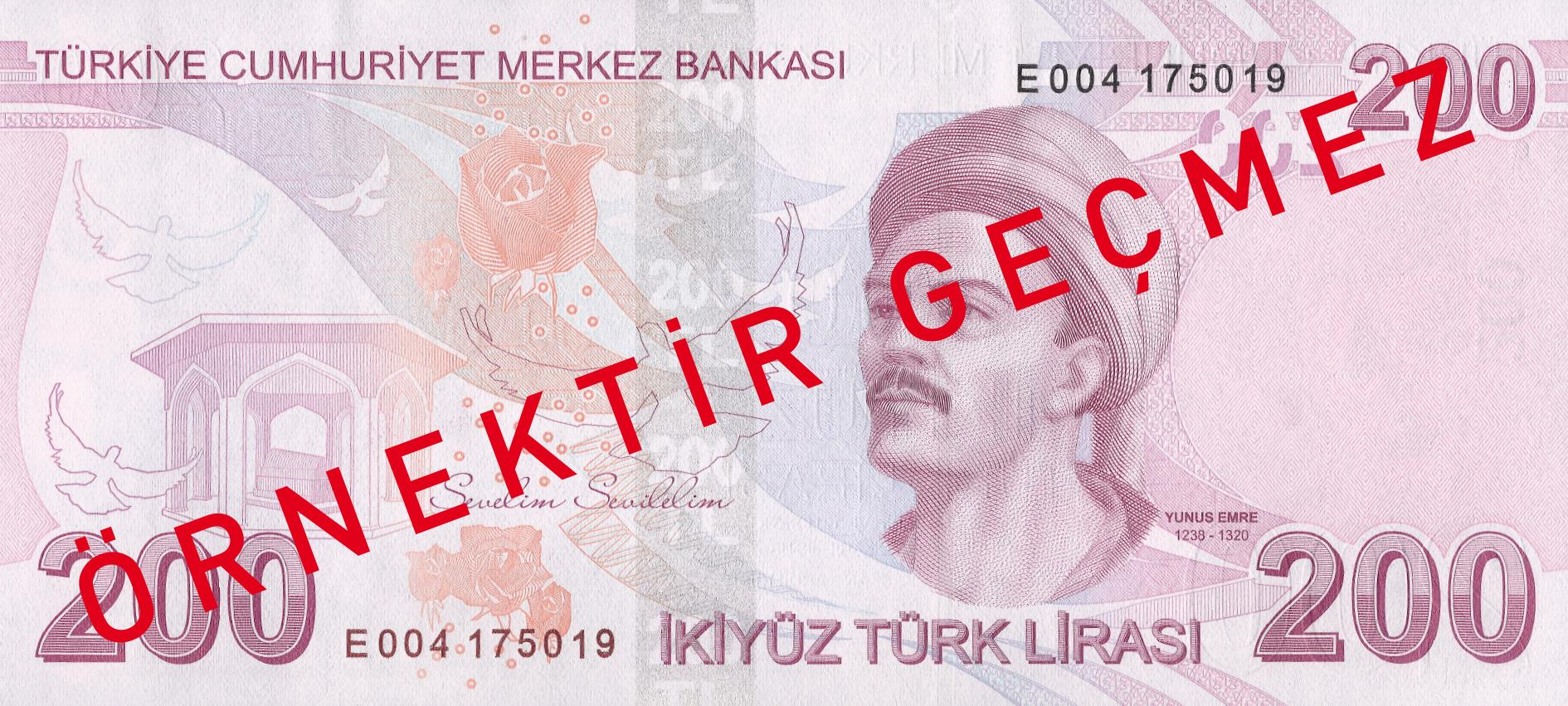
2009年1月1日から発行された E9 Emission Groupの200トルコリラ紙幣。

2009年1月1日からトルコ共和国で流通している200トルコリラ紙幣には、ユヌス・エムレの肖像画が描かれている。
2007年に創設した国際文化交流機関ユヌス・エムレ・インスティトゥートは彼の名をとって名づけられている。

## 作品
詩集
- Risâletü'n-Nushiyye（トルコ語版） -1307年に作られたと考えられている。

日本語訳
- 『薔薇の花束―トルコの古典』 サルチュク・エセンベル訳（トルコ共和国文化省出版 1993年）